# フナムシ科
フナムシ科（フナムシか、船虫科、Ligiidae）は、ワラジムシ亜目に属する1科。
8属が属する。フナムシ属 Ligiaとヒメフナムシ属 Ligidiumにそれぞれ数十種が属し、他の属は1-2種である。
代表種はフナムシで、世界中の温水域の海岸地帯に分布する。他の種は、地域的に限られた分布をする。

## 特徴
ワラジムシ亜目の他の科（ワラジムシやダンゴムシ）と区別する特徴は、針のように細長い尾。尾の毛細管現象を利用し、鰓に水を供給する。
フナムシ属は浸透圧が4.1%と高いので、海水に適応しており、海岸に住む。一方、ヒメフナムシ属は、浸透圧が1.5%と低く、ワラジムシ亜目の他の科同様、森林に住む。ただし、フナムシ属でもオガサワラフナムシなど、森林に住む種もある（浸透圧は高いので、二次的に森林に進出したと思われる）。

## 代表種

### 日本に住む種

#### フナムシ属
- アシナガフナムシ / オナガフナムシ[1] Ligia yamanishii - 小笠原諸島
- オガサワラフナムシ Ligia boninensis - 小笠原諸島
- ナガレフナムシ Ligia torrenticola - 小笠原諸島[2][3]
- キタフナムシ Ligia cinerascens - 北海道
- ハチジョウフナムシ Ligia hachijoensis - 八丈島
- フナムシ Ligia exotica - 本州、四国、九州
- ミヤケフナムシ Ligia miyakensis - 三宅島
- リュウキュウフナムシ Ligia ryukyuensis - 奄美大島、沖縄諸島

#### ヒメフナムシ属
- イヨチビヒメフナムシ Ligidium iyoense - 愛媛県上浮穴郡
- キヨスミチビヒメフナムシ Ligidium kiyosumiense - 千葉県清澄山
- チョウセンヒメフナムシ Ligidium koreanum - 中国地方西部、九州、対馬
- ニホンチビヒメフナムシ Ligidium paulum - 近畿地方の日本海側
- ニホンヒメフナムシ Ligidium japonicum - 北海道、本州、四国
- リュウキュウヒメフナムシ Ligidium ryukyuense - 南西諸島

### その他の代表種

#### フナムシ属
- (common) sea slater Ligia oceanica
- mangrove sea slater Ligia hawaiiensis
- rock louse Ligia occidentalis